# Rouessé-Vassé
Rouessé-Vassé és un municipi francès situat al departament del Sarthe i a la regió de País del Loira. L'any 2007 tenia 788 habitants.

## Demografia

### Població
El 2007 la població de fet de Rouessé-Vassé era de 788 persones. Hi havia 326 famílies de les quals 76 eren unipersonals (36 homes vivint sols i 40 dones vivint soles), 131 parelles sense fills, 107 parelles amb fills i 12 famílies monoparentals amb fills.
La població ha evolucionat segons el següent gràfic:
Habitants censats

### Habitatges
El 2007 hi havia 406 habitatges, 323 eren l'habitatge principal de la família, 58 eren segones residències i 25 estaven desocupats. 404 eren cases i 2 eren apartaments. Dels 323 habitatges principals, 242 estaven ocupats pels seus propietaris, 76 estaven llogats i ocupats pels llogaters i 5 estaven cedits a títol gratuït; 1 tenia una cambra, 10 en tenien dues, 44 en tenien tres, 106 en tenien quatre i 163 en tenien cinc o més. 251 habitatges disposaven pel capbaix d'una plaça de pàrquing. A 129 habitatges hi havia un automòbil i a 164 n'hi havia dos o més.

### Piràmide de població
La piràmide de població per edats i sexe el 2009 era:
| Homes | Edats   | Dones |
| ----- | ------- | ----- |
| 0     | 95 o +  | 0     |
| 0     | 90 a 94 | 4     |
| 4     | 85 a 89 | 4     |
| 8     | 80 a 84 | 4     |
| 4     | 75 a 79 | 24    |
| 16    | 70 a 74 | 20    |
| 28    | 65 a 69 | 16    |
| 12    | 60 a 64 | 24    |
| 28    | 55 a 59 | 24    |
| 12    | 50 a 54 | 16    |
| 44    | 45 a 49 | 28    |
| 16    | 40 a 44 | 20    |
| 20    | 35 a 39 | 28    |
| 32    | 30 a 34 | 28    |
| 32    | 25 a 29 | 20    |
| 20    | 20 a 24 | 12    |
| 28    | 15 a 19 | 20    |
| 12    | 10 a 14 | 36    |
| 12    | 5 a 9   | 20    |
| 20    | 0 a 4   | 24    |

## Economia
El 2007 la població en edat de treballar era de 492 persones, 361 eren actives i 131 eren inactives. De les 361 persones actives 324 estaven ocupades (181 homes i 143 dones) i 37 estaven aturades (10 homes i 27 dones). De les 131 persones inactives 59 estaven jubilades, 33 estaven estudiant i 39 estaven classificades com a «altres inactius».

### Ingressos
El 2009 a Rouessé-Vassé hi havia 335 unitats fiscals que integraven 834 persones, la mediana anual d'ingressos fiscals per persona era de 15.381 €.

### Activitats econòmiques
Dels 19 establiments que hi havia el 2007, 1 era d'una empresa extractiva, 1 d'una empresa alimentària, 6 d'empreses de construcció, 2 d'empreses de comerç i reparació d'automòbils, 1 d'una empresa de transport, 1 d'una empresa d'hostatgeria i restauració, 3 d'empreses de serveis, 1 d'una entitat de l'administració pública i 3 d'empreses classificades com a «altres activitats de serveis».
Dels 7 establiments de servei als particulars que hi havia el 2009, 2 eren paletes, 1 guixaire pintor, 1 fusteria, 1 lampisteria, 1 electricista i 1 perruqueria.
L'únic establiment comercial que hi havia el 2009 era una fleca.
L'any 2000 a Rouessé-Vassé hi havia 40 explotacions agrícoles que ocupaven un total de 1.680 hectàrees.

## Equipaments sanitaris i escolars
El 2009 hi havia una escola elemental.

## Poblacions més properes
El següent diagrama mostra les poblacions més properes.